# Ignacio de Soroa
Ignacio de Soroa (Buenos Aires, 25 de mayo de 1910 - ibídem, 13 de septiembre de 1984) fue un  periodista, locutor, conductor y actor argentino.

## Carrera
Ignacio de Soroa fue un periodista y actor de una amplia trayectoria en radio, teatro, cine y televisión.
Su trabajó en la pantalla chica más conocido fue como conductor de los exitosos programas Odol pregunta y "1...2.....Nescafé", de preguntas y respuestas. El primero fue levantado del aire debido a una controvertida polémica, pero luego reflotado con la conducción de Carlos D'agostino y luego Cacho Fontana.
El 21 de septiembre de 1953, se televisó  por primera vez con un camión de exteriores en movimiento desde la Avenida Santa Fe, donde se había organizado un desfile para el Día de la Primavera. Ignacio de Soroa y Juan José Piñeyro entrevistaban, uno en cada vereda a transeúntes, mientras un cable coaxil de 300 metros de longitud unía al móvil con la antena del enlace de microondas, en un programa emitido por Canal 8. Tuvo el honor de compartir escenario con el gran actor y cantante Hugo del Carril.

### Filmografía
- 1939: Cuatro corazones
- 1947: Con el diablo en el cuerpo
- 1947: Los verdes paraísos
- 1948: Novio, marido y amante
- 1948: La novia de la Marina
- 1949: Esperanza
- 1963: Los inocentes como Ricardo Errazquin
- 1964: Mujeres perdidas como el Dr. Aldao
- 1965: Ritmo nuevo y vieja ola
- 1965: Extraña invasión
- 1966: El ojo que espía como Ramón Casal
- 1967: ¿Quiere casarse conmigo?
- 1968: El gran robo como el Locutor[3]

### Radio
Además de sus importantes apariciones cinematográficas incursionó en el radioteatro narrando las tramas y presentando las salidas de los distintos personajes, en la época en la que importantes figuras salían a la fama como Eva Perón, Lydia Lamaison, Olga Zubarry  y Oscar Casco. 
También participó en 12 temporadas en un programa conducido por Luis Sandrini en Radio El Mundo.
Como locutor se desempeñó en LR1 Radio El Mundo, junto con otros grandes de la época como Jaime Font Saravia, Rafael Díaz Gallardo, Lucía Marcó, Dora Palma, Susy Morales, Jorge Fontana, María Teresa Bonelli, Valentín Viloria, Antonio Carrizo, Iván Casadó, Julio César Barton, Perla Márquez, Dorita Aguirre, María Esther Vignola, Luisita Montenegro, Jorge Homar del Río, Osvaldo Domec y Arnoldo Chamot. En 1941 estuvo en Radio Excelsior junto con Carlos D'Agostino, Miguel Ángel Possi, Hortensia Galván y Jorge Paz.
En 1944 trabaja en el microprograma Estas cosas de mamá con libro de Nené Cascallar.
En 1952 trabajó  en  La Revista Dislocada, debutando en Radio Argentina para luego pasar a Radio Splendid. En el elenco también estuvieron los locutores Aníbal Cufré, los hermanos Monzón, Jorge Marchand, Darío Castell y Raúl Astor.

### Televisión
- 1954: Academia del buen oído. Lecciones de arte sufrido, junto con Pablo Palitos, Dringue Farías y Carlos Castro.
- 1954: Y llegó el domingo, de Miguel Coronatto Paz, con Tato Bores, Darío Garzay y Margarita Corona.
- 1954: El tango viene de lejos, junto a Pedro Maratea y Margarita Corona.
- 1956: Odol pregunta, emitido por Canal 7
- 1957: Un, dos tres, Nescafé, también por Canal 7, donde fue conocida su frase "En 30 segundos sin repetir y sin soplar". El ciclo contaba además con la participación de Patricia Parry como secretaria. Este programa le valió un premio "Ítem Show".
- 1959: Amores cruzados
- 1963: Galería de sorpresas. Bailables que condujo junto a Carlos D'Agostino y Renée Oliver.

En el Special conducido por Silvio Soldán, fue la cara y la voz publicitaria del champán, "DUC de San Remy". Posteriormente también hizo la propaganda la bebida "Capitán de Castilla".

### Teatro
En 1953 fue maestro de ceremonia del recital que hizo la cantante italiana Renata Tebaldi en el Teatro Colón, y el cual fue grabado para Radio Belgrano.